# Font de la Mina Cristal·lina
La Font de la Mina Cristal·lina és una obra del municipi de Blanes (Selva) inclosa en l'Inventari del Patrimoni Arquitectònic de Catalunya.

## Descripció
Font amb decoració de templet, panell de ceràmica figurat i pica de pedra. La font està situada entre dos habitatges i a sobre hi ha un dipòsit de la mateixa amplada i d'uns vuit metres d'alt que l'abasteix. La decoració ceràmica conté una llegenda en català amb el nom de la font, dos coloms i dos dofins en disposició simètrica respectivament, sota els quals hi ha l'aixeta reguladora i el mar, representat a la ceràmica pintada. La pica és de pedra i, a la part inferior, conté també decoració ceràmica, en forma d'algues i herbes marines. Pel que fa al templet que emmarca la ceràmica, té dos muntants i un frontó tot de rajol.

## Història
Entre el dipòsit i l'estructura decorada de la font hi ha una llegenda en castellà on diu "Fuente de la Cristalina 1860".